# Fratelli rivali
Fratelli rivali (Love Me Tender) è un film diretto da Robert D. Webb, distribuito negli Stati Uniti dalla 20th Century Fox il 21 novembre 1956.
Si tratta di un western abbastanza convenzionale con degli inserti musicali. In America, la 20th Century Fox, originariamente voleva intitolare la pellicola The Reno Brothers ma optò per il titolo Love Me Tender per capitalizzare il notevole successo che ebbe l'omonima canzone cantata da Elvis Presley presente nella colonna sonora. Presley, che fa parte del cast debuttando sullo schermo per la prima volta, non recita nella parte del protagonista del film.

## Trama
Clint Reno è il più piccolo di quattro fratelli e l'unico a non essere andato a combattere nella contemporanea Guerra di Secessione. La famiglia Reno viene erroneamente informata della morte sul campo di battaglia di uno dei fratelli, Vance. Quando invece Vance ritorna sano e salvo dalla guerra, scopre che la sua ex fidanzata, Cathy, si è sposata con Clint. Amareggiato, Vance si lascia coinvolgere in una rapina a un treno ai danni dell'esercito nemico, ma nonostante nel frattempo la guerra finisca, decide di tenersi la refurtiva insieme al resto della banda. Dopo varie peripezie, Vance  decide infine di restituire la refurtiva, e ciò provoca l'ira degli altri banditi che gli aizzano contro il fratello Clint. Durante il duello tra i due fratelli, Vance viene ferito da Clint che, immediatamente pentitosi, corre a soccorrerlo diventando così facile bersaglio per gli ex-compari di Vance, che lo feriscono a morte. Il film si conclude con Clint morente che dà la propria benedizione alla riunione tra Vance e Cathy.

## Colonna sonora
I brani della colonna sonora sono Love me tender, Let me, Poor boy e We're gonna move, pubblicati all'epoca su un 45 giri EP (EPA 4006). Il brano del titolo del film venne anche edito come 45 giri singolo, accoppiato a Anyway you want me, sempre erroneamente indicata in Italia come facente parte della colonna sonora del film. In coda alla pellicola si ascolta una versione di Love me tender con testo modificato, pubblicata ufficialmente solo negli anni '80 sulla raccolta The Essential Elvis Vol. 1.
Nel 2014 venne realizzata la raccolta in 2CD "Love Me Tender" che riprenderva la grafica dell'EP originale; oltre ai quattro brani gia editi nel 1956, vennero aggiunte la versione dei titoli di coda di Love me tender, The Truth About Me e 7 versioni alternative e 4 remix stereo; sul secondo CD compaiono le esibizioni pomeridiana e serale del Mississippi Alabama State Fair And Dairy Show.